# Mirra Korytová
Mirra Korytová roz. Bílková (12. února 1934 Praha – 15. července 2018) byla česká jazyková korektorka a redaktorka.

## Život
Mirra Korytová se narodila v Praze a absolvovala gymnázium v Ohradní ulici. Poté nastoupila do Nakladatelství ČSAV, později Academia. Zde pracovala až do penze. Vystřídala několik redakcí např. časopisu Vesmír, Lidé a Země a Živa. Posledním jejím jazykově korektovaným ročníkem Živy byl 2017.
Měla dobrou znalost českého jazyka, kterou využila pro práci v redakcích. Závodně hrála házenou za Slovan Orbis Praha.